# Eunomos (Sparta)
Eunomos (altgriechisch Εὔνομος Eúnomos) war laut Überlieferung ein König von Sparta aus dem Königshaus der Eurypontiden. Während seiner Regierungszeit soll in Sparta Frieden geherrscht haben.
In der bei Herodot überlieferten älteren Liste der spartanischen Könige ist er der Sohn seines Vorgängers Polydektes und der Vater seines Nachfolgers Charillos. Diodor, der Apollodor als Grundlage verwendete, setzt ihn zwischen Prytanis und Charillos und ordnet ihm 45 Regierungsjahre zu. Nach Simonides war er der Sohn des Prytanis und der Bruder des spartanischen Gesetzgebers Lykurg. Plutarch berichtet, dass die meisten Autoren, wie auch Pausanias, ihn für den Sohn des Prytanis und den Vater des Polydektes hielten. Dieser Ansicht folgte auch Dieuchidas von Megara, der berichtet, dass Eunomos mit seiner ersten Frau Vater des Polydektes war und mit seiner zweiten Frau Dionassa den Lykurg zeugte.
Im Gegensatz zu Pausanias herrschte laut Plutarch während seiner Regierung Gesetzlosigkeit und Chaos in Sparta. Eunomos versuchte zwischen zwei zerstrittenen Parteien zu schlichten und wurde schließlich mit einem Fleischermesser getötet. Polydektes sein ältester Sohn wurde sein Nachfolger. Dieser regierte jedoch nur kurz und so übernahm Lykurg bis zur Geburt von Polydektes' Sohn Charillos die Regierungsgeschäfte. Nach Dionysios von Halikarnassos hieß dieser nicht Charillos, sondern Eunomos.
Da der Name des Eunomos stark an die Eunomia (altgriechisch εὐνομία = Gute Verfassung), also an die Verfassung des Lykurg erinnert, geht man davon aus, dass dieser König nachträglich in die Liste eingeführt wurde, um Lykurg mit dem Königshaus der Eurypontiden zu verbinden. Hieraus erklärt sich auch, dass ihm kein fester Platz in der Königsliste zugewiesen werden kann.